# NGC 4650A
NGC 4650A (другие обозначения — ESO 322-69, AM 1242-402, DCL 178, PRC A-5, PGC 42951) — линзообразная галактика (S0) с полярным кольцом, находящаяся в созвездии Центавр.
Этот объект не входит в число перечисленных в оригинальной редакции «Нового общего каталога» и был добавлен позднее.
Галактика является одной из первых, у которых было обнаружено полярное кольцо.